# کلامت ریور (کالیفرنیا)
کلامت ریور (به انگلیسی: Klamath River) یک منطقهٔ مسکونی در ایالات متحده آمریکا است که در کالیفرنیا واقع شده‌است. کلامت ریور ۱۹۰ نفر جمعیت دارد.